# Федеріко Дзандоменегі
Федеріко Дзандоменегі (італ. Federico Zandomeneghi; 2 червня 1841 — 31 грудня 1917) — італійській художник, син італійського скульптора П'єтро Дзандоменегі, представник імпресіонізму.

## Життєпис
Народився у місті Венеція. Походив з родини венеційських скульпторів. Скульптором був ще його дід, Луїджі Дзандоменегі, автор монументу на честь венеційського комедіографа Карло Гольдоні. Перші навички малювання удосконалював у майстерні батька, теж скульптора. У період 1856-1859 років навчався у Венецінській академії красних мистецтв. Художню освіту удосконалював у місті Павія.

## У групі мак'яйолі

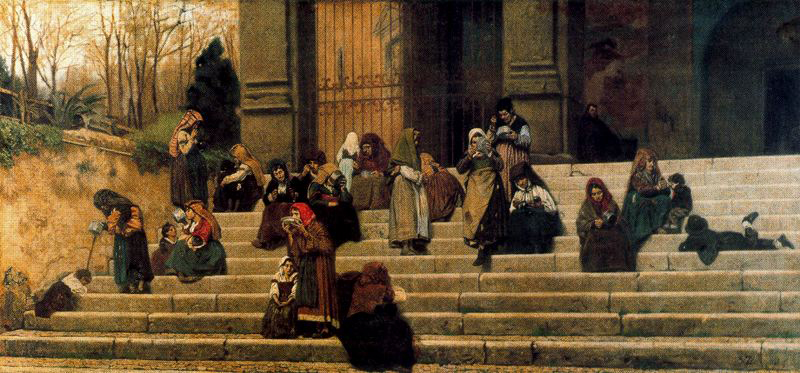
Федеріко Дзандоменегі. «Римські враження», 1872 р.

1860 року приєднався до вояків Джузеппе Гарібальді, тобто брав участь у русі за незалежність Італії від Австрійської імперії та за возз'єднання країни на кшталт Франції чи Німеччини.
1862 року відбув у місто Флоренція, де працював як художник. У той же період приєднався до товариства італійських художників мак'яйолі. Стилістика мак'яйолі мала помітний вплив на твори молодого художника. Вже 1871 року його помітили критики Італії, серед котрих був і Помпео Молменті, котрий виділяв трьох сучасних на той ча митців. Одним з них був Федеріко Дзандоменегі (два інші — Гульєльмо Чьярді та Алессандро Дзеззос). До цього періоду належить цілком реалістична картини «Римські враження», де подано широкі наріжні сходи римської церкви, що рясніли від жінок-вірянок з дітьми.

## Праця в Парижі
Першого червня 1874 року він відбув у Париж, де був давно сформований художній ринок загальноєвропейського значення. Він нібито прибув на декілька тижнів. Але бурхливе і неспокійне художнє життя Парижа захопило його. Він був відвідувачем кафе Нові афіни, де зустрівся з тими, хто започаткував нову стилістику і техніку у французькому живопису (імпресіонізм). Серед його знайомих були Едгар Дега та Огюст Ренуар. На відміну від французьких колег він працював з доволі непрозорими фарбами і не відмовлявся від темних та чорної фарб. Незважаючи на мерехтливість і імпресіоністичну нечіткість контурів, він зберігав реалістичну підоснову італійського мистецтва та зацікавленість до колористичних пошуків. Згодом на його образи в живопису вплинули твори Мері Кассат та сміливого Анрі де Тулуз-Лотрека.
З 1879 року почав брати участь у виставках французьких імпресіоністів і сам згодом став частиною паризького художнього життя. Брав участь також у подорожах із художником Гільйоменом, де створював пейзажі (пейзажний жанр на той період переживав злет і був доволі модним напрямком у живопису). 1888 року його твори були показані на Всесвітній виставці в Парижі в її італійському розділі. Він отримав визнання як і ще один художник, італієць за походженням — Джованні Больдіні.
Картини з численними жіночими моделями роботи Федеріко Дзандоменегі зберігали безсюжетність і межували як з традицією, так і з банальністю («Дівчина з книгою», «Дівчина з квітами», «Дівчина з журналом мод»), котрими так уславився старий Огюст Ренуар.
З 1893 року картини роботи Федеріко Дзандоменегі почав купувати і перепродавати Дюран-Рюєль.
Художник помер у Парижі 1917 року.

## Обрані твори (перелік)
- «Римські враження», 1872
- «Автопортрет», 1875
- «Прогулянка»
- «Рибна ловля на річці Сена», 1878
- «Віолончеліст», 1879

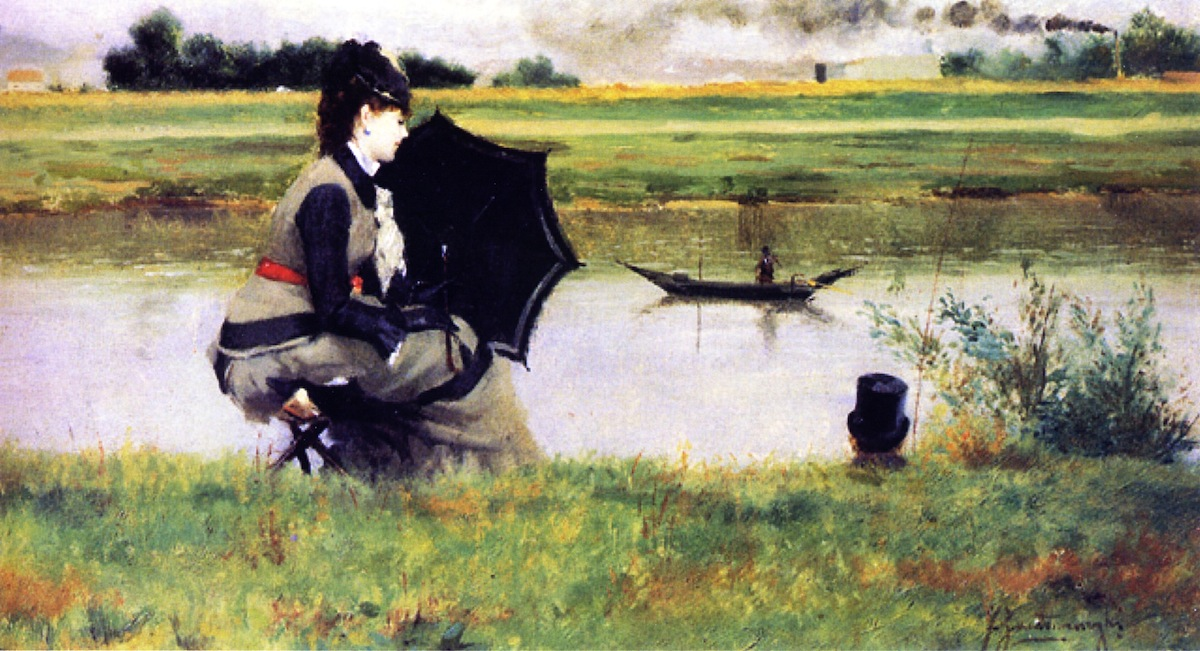
Федеріко Дзандоменегі. «Рибна ловля на річці Сена», 1878

- «Тераса паризького бульвару», 1880
- «Портрет лікаря», 1881
- «Париж. Вхід у Мулен де ла Галетт», 1885
- «Дівчина уві сні»
- «Останні зміни»
- «Парк Монсо»
- «У кафе Нові афіни»
- «Площа Анвер»
- «Портрет Дієго Мартеллі»
- «Портрет невідомої з квітами», 1914
- «Вечірня сукня»
- «Дівчина з журналом мод»
- «Дві жінки велосипедистки»
- «Яблука на блюді»
- Перші зморшки на обличчі (молодичка з люстерком)

## Обрані твори (галерея)

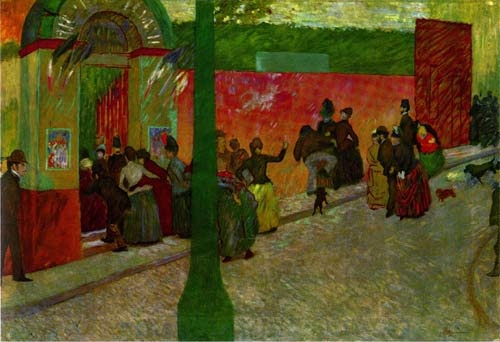
Федеріко Дзандоменегі. « Париж. Вхід у Мулен де ла Галетт», 1885 р.

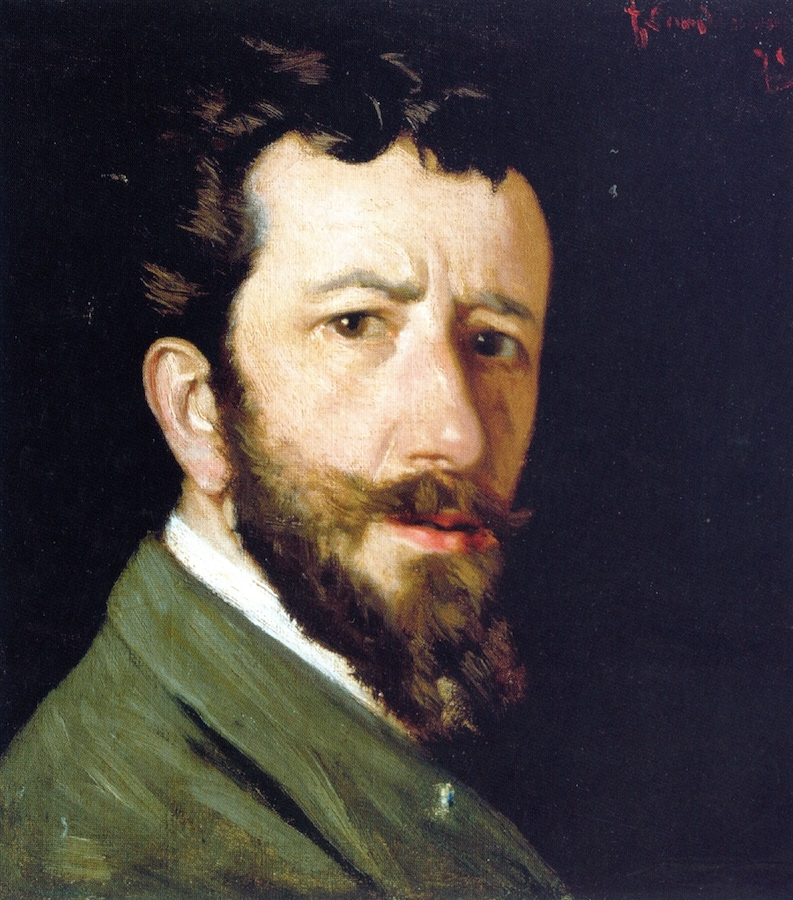
«Автопортрет», 1875
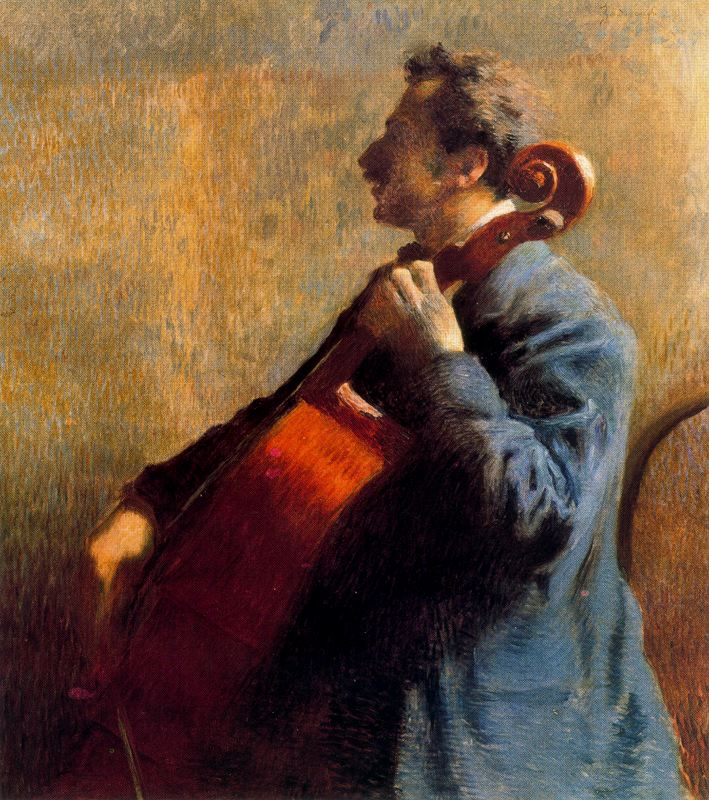
Федеріко Дзандоменегі. «Віолончеліст», 1879
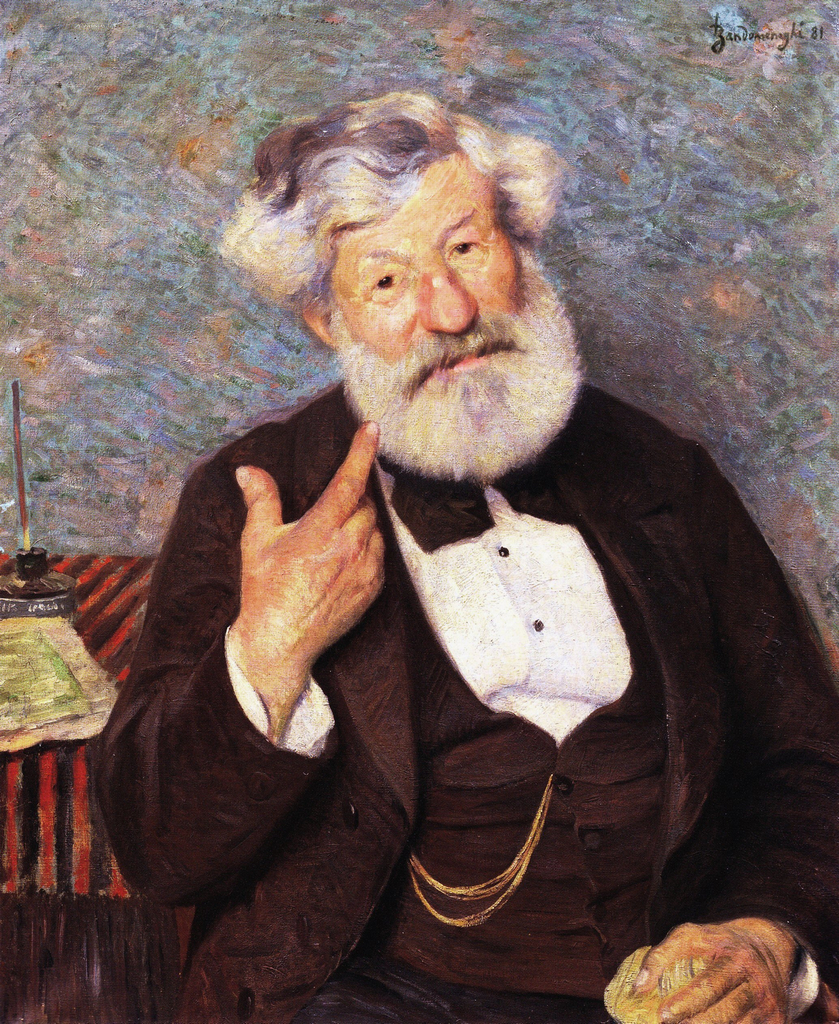
Федеріко Дзандоменегі. «Портрет лікаря», 1881 р.
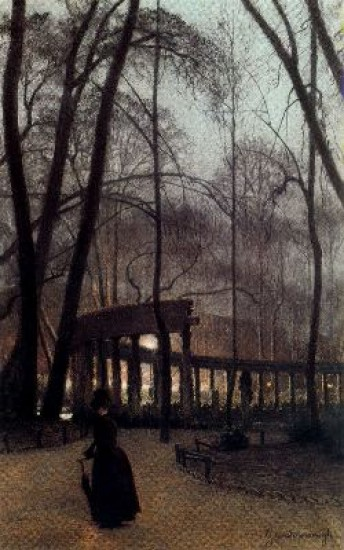
Федеріко Дзандоменегі. «Парк Монсо»
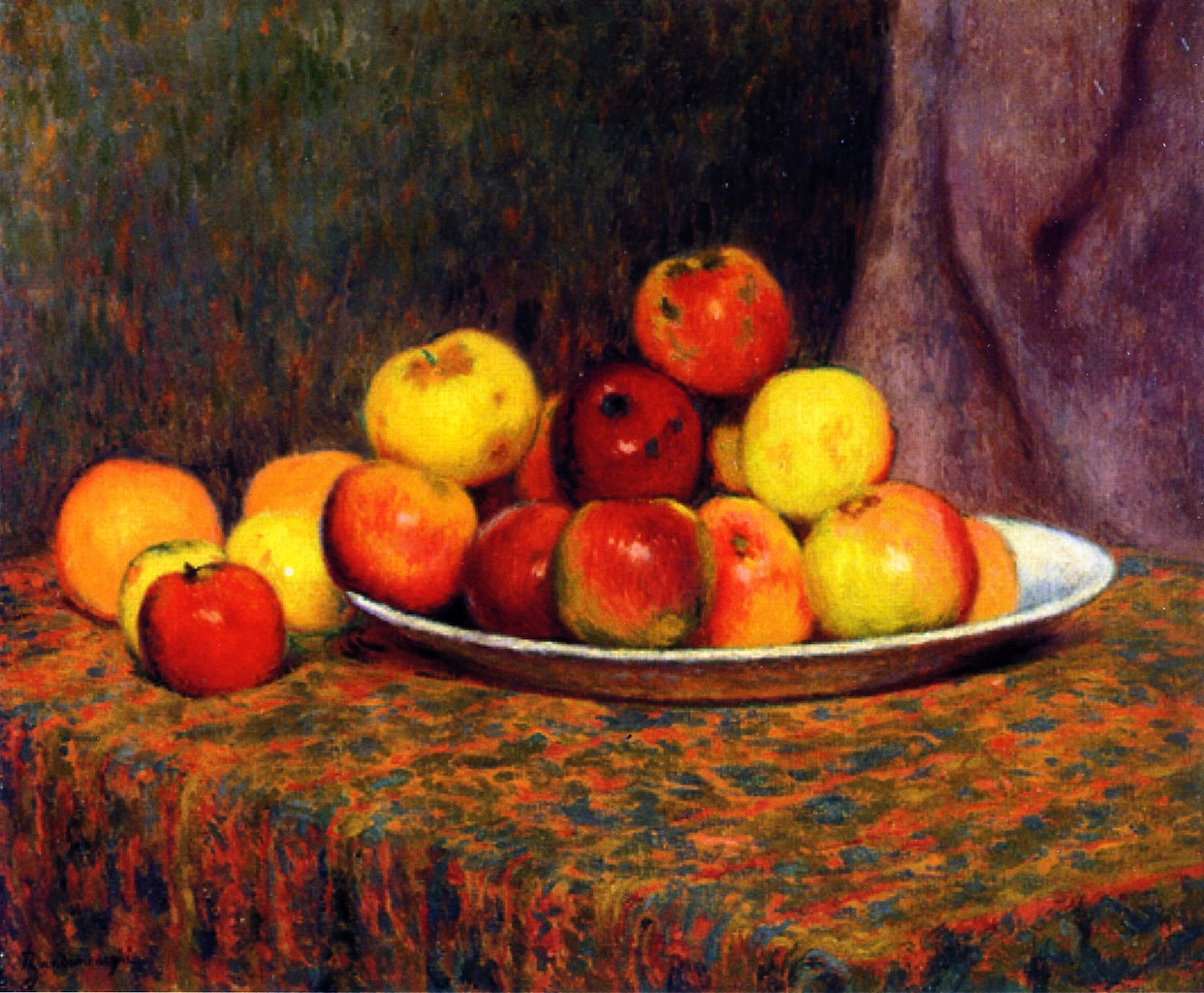
Федеріко Дзандоменегі. «Яблка на блюді»
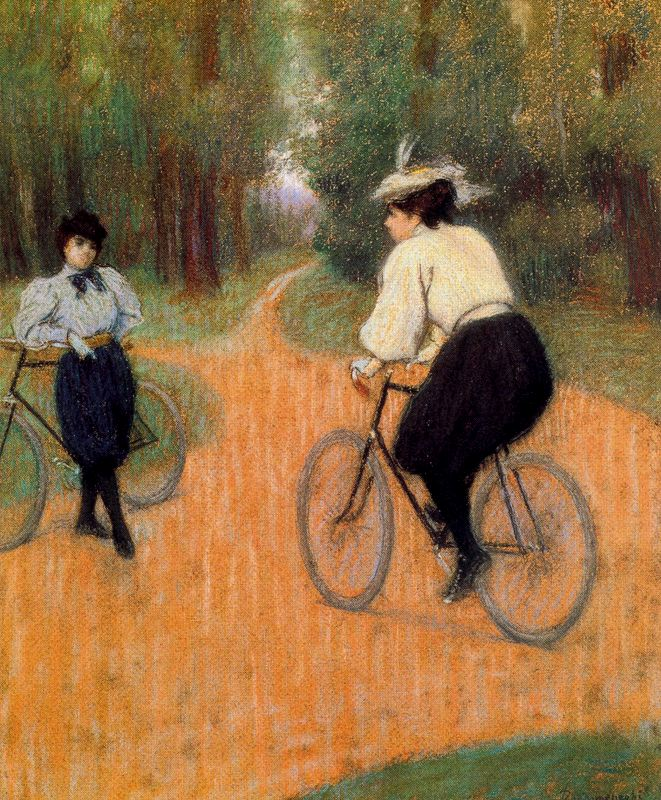
Федеріко Дзандоменегі. «Дві жінки на велосипедах», не датовано
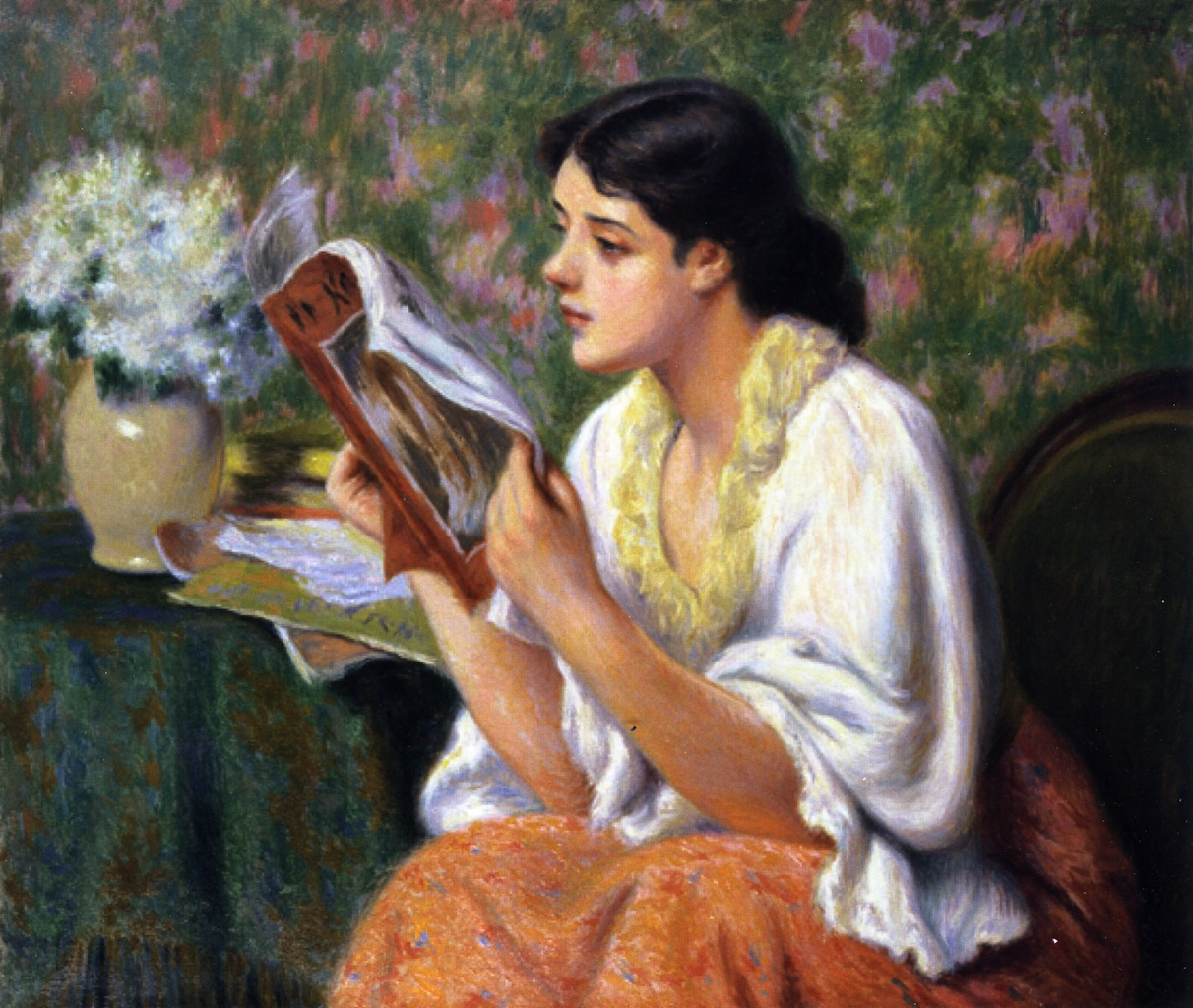
Федеріко Дзандоменегі. «Дівчина з журналом мод». не датовано
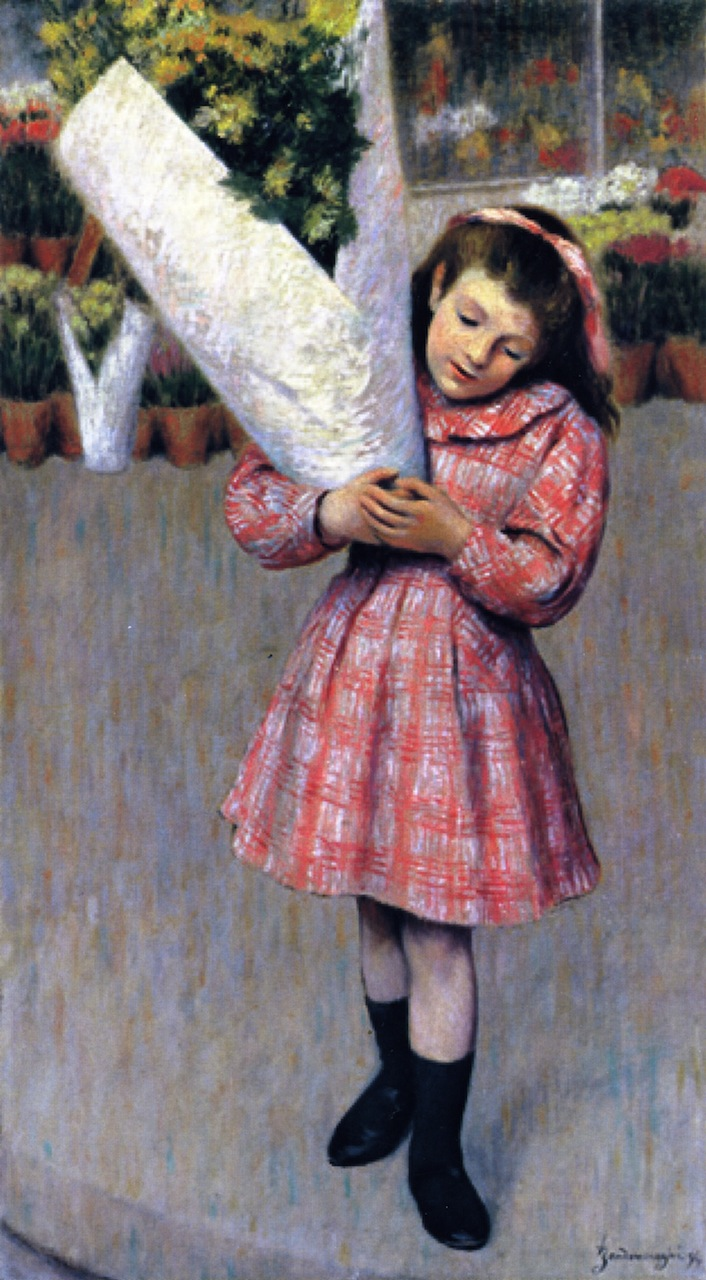
Федеріко Дзандоменегі. «Букет квітів», 1894 р.